# Dolní Lomnice (Doupovské Hradiště)

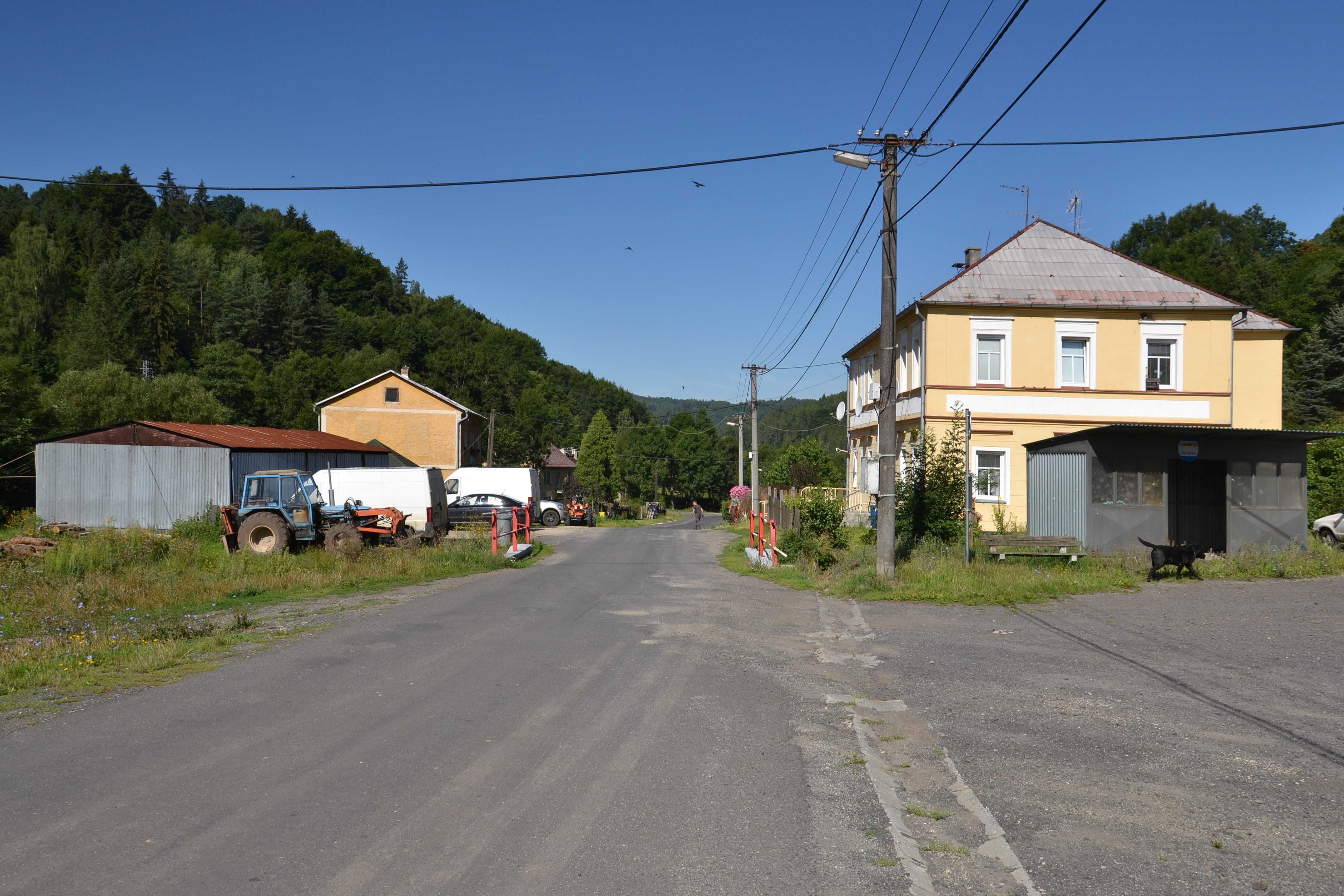
Dorfplatz

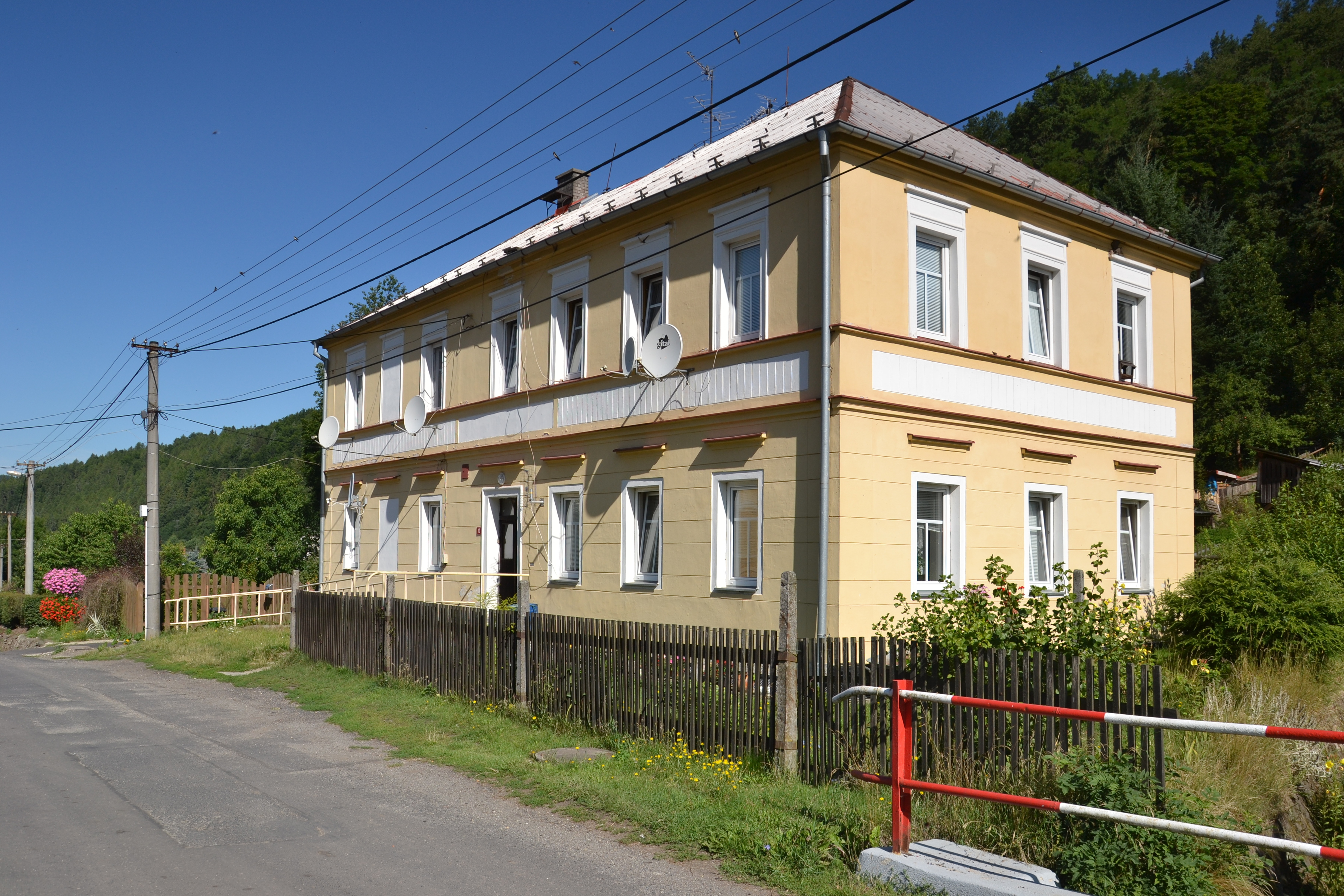
Ehemalige Schule

Dolní Lomnice (deutsch Unter Lomitz) ist ein Ortsteil der Gemeinde Doupovské Hradiště. Er liegt elf Kilometer nordöstlich von Karlovy Vary am Rande des Truppenübungsplatzes Hradiště und gehört zum Okres Karlovy Vary.

## Geographie
Dolní Lomnice erstreckt sich im Westen des Duppauer Gebirges unterhalb der Einmündung des Pstružný potok (Forellenbach) im unteren Tal der Lomnice (Lomitzbach), das zugleich die Scheide zwischen der Jehličenská hornatina (Hengbergplatte) im Norden und der Hradišťská hornatina (Burgstadtler Masse) im Süden bildet. Nördlich erhebt sich der Uhlířský vrch (Kohlleitenberg; 532 m n.m.), im Nordosten der Na Hřebenu (602 m n.m.) und der Špičák (Spitzberg; 628 m n.m.), südöstlich der Na Hradě (594 m n.m.) und der Na Větrné (573 m n.m.), im Süden der Na Klobouku (604 m n.m.) sowie südwestlich die  Bučina (Buchkoppe; 582 m n.m.). Westlich - bereits auf der Gemarkung von Kyselka (Gießhübl Sauerbrunn) - befinden sich an der Elisabethquelle die Abfüllanlagen von Mattoni.
Nachbarorte sind Velichov (Welchau) und Hradiště (Burgstadtl) im Norden, Svatobor (Zwetbau) im Süden, Dubina (Eichenhof), U mostu (Egerbrück) und Nová Kyselka (Rittersgrün) im Südwesten, Kyselka im Westen sowie Radošov (Rodisfort) im Nordwesten. Auf dem Militärgebiet liegen die Wüstungen: Lipoltov (Lappersdorf) im Nordosten, Pastviny (Ranzengrün) und Horní Lomnice (Ober Lomitz) im Osten sowie Zakšov (Sachsengrün) und Mlýnská (Mühldorf) im Südosten.

## Geschichte
Das sich am Unterlauf des gleichnamigen Baches hinziehende Dorf Lomnicz ist seit dem 13. Jahrhundert als Besitz des Klosters Ossegg nachweislich und war Teil der Schömitzer Klostergüter. Nachdem Schömitz und weitere Dörfer dem Kloster während der Hussitenkriege entzogen und 1434 durch König Sigismund der Herrschaft Engelsburg zugeschlagen worden waren, trat Abt Johann V. 1465 Lomnicz an König Georg von Podiebrad ab. Dieser erweiterte 1466 die Herrschaft Engelsburg um zehn Dörfer - darunter erstmals auch Niderlomnicz - und schenkte sie seinem Sohn Hynek. Nachfolgend wechselten die Besitzer der Herrschaft in rascher Folge. Um 1536 wurde das Dorf als Unterlomitz, 1567 als Vnterlamicz, 1570 als Vntterlamicz und 1579 als Unter Lamtz bezeichnet. Im Jahre 1570 erwarben die Herren Colonna von Fels die Herrschaft Engelsburg, nach der Schlacht am Weißen Berg wurde sie 1622 als konfiszierter Besitz des Leonhard Colonna von Fels an Hermann Czernin von Chudenitz verkauft. In dieser Zeit wurde die Herrschaft Engelsburg der Herrschaft Gießhübel zugeschlagen. In der berní rula von 1654 sind für Unter Lomitz vier Bauern, drei Chalupner sowie drei Kleinhäusler auf der Gemeinde aufgeführt. Im Jahre 1785 wurde das Dorf Unter-Lamnitz genannt. 1829 trat Johann Anton Hladik die Herrschaft Gießhübel gemeinschaftlich seiner Tochter Antonia und dem Schwiegersohn Wilhelm von Neuberg ab.
Im Jahre 1845 bestand das im Elbogener Kreis gelegene Dorf Unter-Lomitz aus 28 Häusern mit 172 deutschsprachigen Einwohnern. Im Ort gab es eine Mühle. Pfarrort war Zwetbau. Bis zur Mitte des 19. Jahrhunderts blieb Unter-Lomitz der Herrschaft Gießhübel untertänig.
Nach der Aufhebung der Patrimonialherrschaften bildete Unter Lomitz / Dolní Lomnice ab 1849 eine Gemeinde im Gerichtsbezirk Karlsbad. Ab 1868 gehörte Unter Lomitz als Ortsteil von Zwetbau zum Bezirk Karlsbad. Im Jahre 1869 bestand das Dorf aus 34 Häusern und hatte 195 Einwohner. Unter Lomitz löste sich bereits 1869 wieder von Zwetbau los und bildete eine eigene Gemeinde mit einer Katastralfläche von 450 ha. Das Dorf bestand lange Zeit aus länglichen Fachwerk- oder Holzhäusern mit landwirtschaftlichen Nebengebäuden, einer einklassigen Dorfschule sowie einer einradigen Wassermühle, die unter dem unstetigen Wasserstand des Lomitzbaches litt. Die Nähe zum prosperierenden Kurort Gießhübl-Sauerbrunn wirkte sich auch auf die Gemeinde Unter Lomitz aus. Im Jahre 1900 hatte Unter Lomitz bereits 484 Einwohner, 1910 waren es 590. Durch das Dorf führte die Straße von Duppau nach Gießhübl-Sauerbrunn und weiter nach Karlsbad.
Nach dem Ersten Weltkrieg zerfiel der Vielvölkerstaat Österreich-Ungarn, die Gemeinde wurde 1918 Teil der neu gebildeten Tschechoslowakischen Republik. Beim Zensus von 1921 lebten in den 69 Häusern von Unter Lomitz 467 Personen, darunter 465 Deutsche und ein Tscheche.
1930 lebten in den 70 Häusern der Gemeinde 490 Personen. Nach dem Münchner Abkommen wurde Unter Lomitz 1938 dem Deutschen Reich zugeschlagen und gehörte bis 1945 zum Landkreis Karlsbad. Im Jahre 1939 hatte die Gemeinde 426 Einwohner. 1942 wurden die Gemeinden Unter Lomitz und Rodisfort mit Teilen von Rittersgrün, Schömitz und Zwetbau zur neuen Gemeinde Gießhübl-Sauerbrunn mit den  Ortsteilen Rittersgrün, Rodisfort, Spitzberg, Unter Lomitz und Ziegendorf zusammengelegt. Nach dem Ende des Zweiten Weltkrieges kam Dolní Lomnice zur wiedererrichteten Tschechoslowakei zurück. Die während der Besatzungszeit erfolgte Gemeindefusion wurde 1945 aufgehoben. Nach der Aussiedlung der deutschen Bewohner wurde Dolní Lomnice mit Tschechen wiederbesiedelt. Ab 1946 gehörte Dolní Lomnice zum Okres Karlovy Vary-okolí. 1949 fusionierten die Gemeinden Dolní Lomnice, Radošov und Rydkéřov zur Gemeinde Kysibl Kyselka, die im Jahr darauf in Kyselka umbenannt wurde. Im Jahre 1950 lebten in den 58 Häusern von Dolní Lomnice nur noch 182 Personen.
1953 erfolgte die Absiedlung des Dorfes und seine Eingliederung in den neuen Truppenübungsplatz Hradiště. Nach dessen Vergrößerung wurde zur Bewirtschaftung der Wälder und Güter am 1. Januar 1956 das Staatsunternehmen Vojenské lesy a statky Velichov mit drei Divisionen gebildet; 1959 erfolgte die Verlegung der Division Velichov nach Dolní Lomnice. Im Gegensatz zu den im Innern des Militärgebiets gelegenen Ortschaften blieb Dolní Lomnice dadurch von der völligen Zerstörung verschont. Ein Teil der Häuser wurde von Beschäftigten des Truppenübungsplatzes, insbesondere Forstleuten, bewohnt. Die ungenutzten Häuser wurden abgerissen; anstelle des alten Ortszentrums mit der Kapelle entstand ein großer Dorfplatz. Im Zuge der Gemeindegebietsreform von 1960 wurde der Truppenübungsplatz dem Okres Karlovy Vary zugeordnet. Beim Zensus von 2001 bestand Dolní Lomnice aus 20 Häusern und hatte 69 Einwohner.
Im Zuge der Verkleinerung des Truppenübungsplatzes Hradiště wurde Dolní Lomnice mit Beginn des Jahres 2016 aus dem Militärgebiet ausgegliedert und Teil der neuen Gemeinde Doupovské Hradiště. Heute sind die meisten Bewohner beim Militärforst oder auf dem Truppenübungsplatz tätigen Unternehmen beschäftigt. Der Ort ist Sitz eines der drei Forstämter der Division Karlovy Vary der Vojenské lesy a statky ČR. Die Grundschule befindet sich in Radošov.

## Ortsgliederung
Der Ortsteil Dolní Lomnice ist Teil des Katastralbezirkes Doupovské Hradiště.

## Sehenswürdigkeiten
- Aussichtsturm auf der Bučina  mit Blick über das Egertal zum Erzgebirge.

## Ehemalige Bauwerke
- Barocke Annenkapelle: das eingeschossige Bauwerk stand an der linken Seite der Dorfstraße an einem Abzweig beim Haus Nr. 101. Die historische Ausstattung war bereits in den 1930er Jahren nicht mehr vorhanden. Der Abriss erfolgte nach 1953.[9]
- Denkmal für die Gefallenen des Ersten Weltkrieges, enthüllt am 2. September 1928: das Kriegerdenkmal stand im Ortszentrum gegenüber dem Gasthaus bei der Annenkapelle. Das Grundstück dafür stellte die Heinrich Mattoni AG zur Verfügung. Es wird angenommen, dass das Denkmal bereits kurz nach der Vertreibung der Deutschen beseitigt wurde, 1956 war es nicht mehr vorhanden.[10]